# Felix Basch

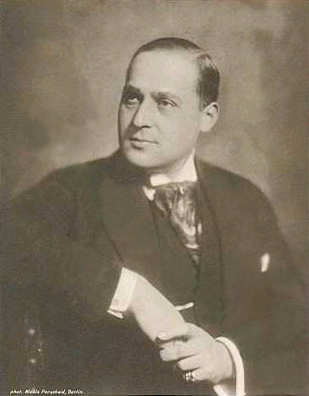
Felix Basch auf einer Fotografie von Nicola Perscheid

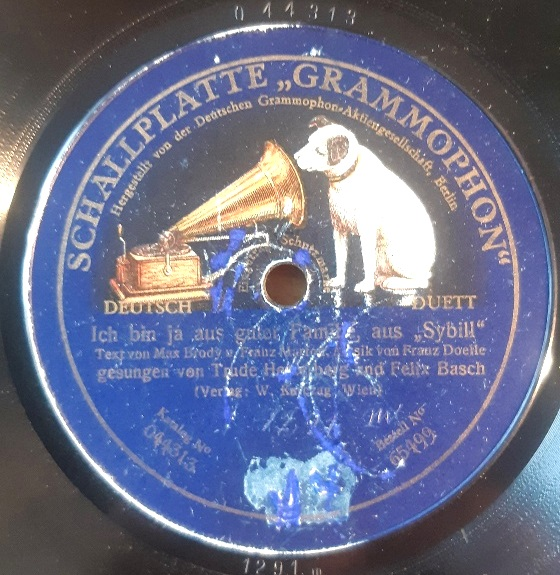
Schallplatte von Felix Basch (Berlin 1919)

Felix Basch (* 16. September 1885 in Wien; † 17. Mai 1944 in Los Angeles) war ein österreichisch-deutscher Schauspieler, Drehbuchautor und Filmregisseur.

## Leben
Felix Basch war der Sohn des Kaufmanns Arthur Basch und seiner Ehefrau Franziska, geborene Tauber. Der Tenor Richard Tauber war sein Vetter. Gegen den Willen seiner Eltern erlernte er den Beruf des Schauspielers am Wiener Burgtheater – einer seiner Lehrer war Adolf von Sonnenthal –, wo er 1904 als Rudenz in Wilhelm Tell debütierte und danach bis 1912 zum Ensemble gehörte. 
1909 heiratete er die Operettensängerin Grete Freund. Im Jahr 1912 kam er mit seiner Ehefrau nach Berlin, wo er interimistisch die Leitung des Komödienhauses übernahm. Anschließend spielte er am Theater am Nollendorfplatz und am Theater des Westens. Von 1916 bis 1921 war er am Metropol-Theater engagiert. 
In Berlin drehte er 1913 seinen ersten Film. Für den Film Das lebende Gespenst, in dem er auch als Hauptdarsteller auftrat, schrieb er 1914 sein erstes Drehbuch. Ab 1915 arbeitete er auch als Regisseur und Produzent, zu seinen ersten Filmen gehören Der Herr Baron, Um ihres Kindes Glück und Stein unter Steinen.
In den 1920er-Jahren gehörte Basch zu den namhaftesten Regisseuren des deutschen Stummfilms, der mit fast allen Stars dieser Zeit arbeitete. Er gründete die Kronen-Film und die Basch-Freund-Film als Produktionsfirmen. Bei einer der ersten Synchronarbeiten in Deutschland, Erich von Stroheims erstem Tonfilm Der große Gabbo von 1929, führte er die Sprachregie und übernahm auch eine Sprecherrolle.
Nach der Machtergreifung der Nationalsozialisten 1933 ging er mit seiner Frau und seinem Sohn Peter Basch, der später ein berühmter Fotograf werden sollte, ins Exil in die USA. Zunächst lebte die Familie in New York City, ging aber 1935 nach Hollywood, wo es ihm jedoch wie so vielen deutschen Emigranten nicht gelang, in seinem alten Beruf Fuß zu fassen. Er verließ die Familie und ging 1937 zurück nach Europa, wo er in London und Paris versuchte, Drehbücher zu schreiben und zu realisieren. Als er auch dort keinen Erfolg hatte, kehrte Basch beim Ausbruch des Zweiten Weltkriegs 1939 zu seiner Familie nach Los Angeles zurück, wo er sein Geld ab 1942 mit kleinen Rollen in amerikanischen Propagandafilmen verdiente.
Im Jahr 1944 erkrankte er nach einer Bluttransfusion an Hepatitis B und starb im Alter von nur 58 Jahren.

## Filmografie

### Schauspieler
- 1913: Mein Leopold
- 1913: Ein Kindesherz
- 1914: Die Ehe auf Kündigung
- 1914: Der Schuß um Mitternacht
- 1914: Nelly
- 1914: Ein Skandal in der Gesellschaft
- 1914: Das eiserne Kreuz
- 1914: Das Paradies der Frauen
- 1914: Weihnachtsglocken 1914
- 1914: Selbsgerichtet oder Die gelbe Fratze
- 1914: Das lebende Gespenst (auch Drehbuch)
- 1915: Hanni, kehre zurück! Alles vergeben!
- 1915: Lache, Bajazzo!
- 1915: Der Tunnel
- 1915: Der falsche Schein
- 1915: Arme Marie
- 1915: Der Onkel aus Amerika
- 1915: Der Herr Baron (auch Regie, Drehbuch und Produktion)
- 1915: Um ihres Kindes Glück (auch Regie)
- 1915: Die letzte Partie (auch Regie)
- 1916: Im schwarzen Rössl
- 1916: Talarso, der Mann mit den grünen Augen
- 1918: Fantasie des Aristide Caré, 1. Abenteuer: Der Geburtstag des Meisterdetektivs
- 1920: Menschen von heute (auch künstlerische Oberleitung)
- 1920: Die Frau im Doktorhut
- 1920: Mascotte (auch Drehbuch und Regie)
- 1920: Eines großen Mannes Liebe
- 1921: Hannerl und ihre Liebhaber (auch Regie)
- 1921: Die Bettlerprinzessin
- 1921: Der Fluch des Schweigens (auch Regie und Produktion)
- 1922: Der Strom (auch Regie und Produktion)
- 1923: Jugendsünden (auch Regie)
- 1942: Reunion in France
- 1942: Enemy Agents Meet Ellery Queen
- 1942: Destination Unknown
- 1942: Es waren einmal Flitterwochen (Once Upon a Honeymoon)
- 1942: Sabotageauftrag Berlin (Desperate Journey)
- 1942: Hitler – Dead or Alive
- 1943: Chetniks (Regie: Louis King)
- 1943: Botschafter in Moskau (Mission to Moscow)
- 1943: Gefährliche Flitterwochen (Above Suspicion)
- 1943: The Boy from Stalingrad (Regie: Sidney Salkow)
- 1943: Appointment in Berlin (Regie: Alfred E. Green)
- 1943: The Falcon in Danger (Regie: William Clemens)
- 1943: Hostages – Regie: Frank Tuttle
- 1943: The Cross of Lorraine
- 1943: Women in Bondage (Regie: Steve Sekely)
- 1943: Liebeslied der Wüste (The Desert Song)
- 1944: Auf Ehrenwort (Uncertain Glory)
- 1944: None Shall Escape
- 1944: The Hitler Gang
- 1944: Die Maske des Dimitrios (The Mask of Dimitrios)
- 1944: Wilson

### Regiearbeiten und Drehbuch
- 1914: Das lebende Gespenst (auch Drehbuch)
- 1915: Der Herr Baron (auch Darsteller, Drehbuch und Produktion)
- 1915: Um ihres Kindes Glück (auch Darsteller)
- 1915: Die letzte Partie (auch Darsteller)
- 1916: Stein unter Steinen
- 1916: Die Last
- 1916: Börse und Adel
- 1916: Die Laune einer Modekönigin
- 1916: Der Hund mit dem Monokel
- 1916: Fliegende Schatten
- 1917: Die Silhouette des Teufels
- 1917: Eine Nacht im Wolkenkratzer
- 1917: Eine Nacht in der Stahlkammer
- 1919: Die Rose von Stambul
- 1920: Die silberne Fessel
- 1920: Patience
- 1920: Mascotte (auch Drehbuch und Darsteller)
- 1920: Die Liebe der Sklavin
- 1921: Die Geliebte Roswolskys
- 1921: Fräulein Julie
- 1921: Der Fluch des Schweigens (auch Darsteller und Produktion)
- 1921: Hannerl und ihre Liebhaber (auch Darsteller)
- 1922: Der Strom (auch Darsteller und Produktion)
- 1922: Sodoms Ende (auch Produktion)
- 1923: Ein glückhaft Schiff
- 1923: Jugendsünden (auch Darsteller)
- 1925: Schicksal (auch Drehbuch)
- 1926: Der Mann seiner Frau
- 1926: Das Mädel auf der Schaukel
- 1926: Schatz, mach’ Kasse (auch Drehbuch)
- 1926: Der Sohn des Hannibal (auch Drehbuch)
- 1927: Da hält die Welt den Atem an
- 1927: Ein schwerer Fall (auch Drehbuch)
- 1927: Die Dollarprinzessin und ihre sechs Freier
- 1927: Eins plus Eins gleich Drei
- 1929: Mascottchen
- 1929: Der große Gabbo (The Great Gabbo) (Sprachregie)
- 1930: Seine Freundin Annette
- 1930: Zwei Krawatten